# Список мотострелковых и гвардейских мотострелковых бригад в период Великой Отечественной Войны
Данный список составлен на основании «Перечня № 7 Управлений бригад всех родов войск, входивших в состав действующей армии в годы Великой Отечественной войны 1941—1945 гг.» составленного начальником военно-научного управления Генерального штаба генерал-полковником Покровским и изданного в 1956 году. Мотострелковым бригадам отведена глава V, а гвардейским мотострелковым бригадам глава IV данного перечня.

## Мотострелковые бригады
| Наименование                                  | Основа (база) формирования                                                   | Периоды вхождения в действующую армию                                                                                   | Последующие переформирования и преобразования            | Примечания |
| --------------------------------------------- | ---------------------------------------------------------------------------- | --- | -------------------------------------------------------- | ---------- |
| Мотострелковая бригада Закавказского фронта   | сформирована на базе 207 тбр                                                 | 01.11.1942 — 15.11.1942                                                                                                 | переименована в 65-ю мотострелковую бригаду              | -          |
| Смешанная бригада                             | сформирована на базе 1-го мотострелкового полка и 29-го кавалерийского полка | 07.08.1941 — 16.08.1941                                                                                                 | переформирована в Отдельную смешанную дивизию            | -          |
| Мотострелковая бригада Калининского фронта    | переформирована из Отдельной смешанной дивизии                               | 01.09.1941 — 07.12.1941                                                                                                 | переформирована в 247-ю стрелковую дивизию               | -          |
| Особая мотострелковая бригада                 | переформирована из 72-й кавалерийской дивизии                                | 24.06.1942 — 09.09.1942                                                                                                 | переименована в 40-ю мотострелковую бригаду              | -          |
| 1-я мотострелковая бригада 21-й армии         | переименована из 21-й мотострелковой бригады                                 | 27.04.1942 — 10.07.1942                                                                                                 | переименована в 33-ю мотострелковую бригаду              | -          |
| 1-я мотострелковая бригада                    | -                                                                            | 13.04.1942 — 01.09.1942                                                                                                 | переформирована в 1-ю механизированную бригаду           | -          |
| 2-я мотострелковая бригада                    | -                                                                            | 02.05.1942 — 31.10.1942                                                                                                 | переформирована во 2-ю механизированную бригаду          | -          |
| 3-я мотострелковая бригада                    | -                                                                            | 21.04.1942 — 04.09.1942                                                                                                 | переформирована в 3-ю механизированную бригаду           | -          |
| 4-я мотострелковая бригада                    | -                                                                            | 21.04.1942 — 21.12.1942 15.01.1943 — 07.02.1943                                                                         | преобразована в 6-ю гвардейскую механизированную бригаду | 07.02.1943 |
| 5-я мотострелковая бригада                    | -                                                                            | 18.05.1942 — 07.08.1943 08.11.1943 — 09.11.1944                                                                         | -                                                        | -          |
| 6-я мотострелковая бригада (СССР)             | -                                                                            | 25.05.1942 — 01.02.1943 12.02.1943 — 12.03.1943 28.04.1943 — 19.09.1943                                                 | преобразована в 27-ю гвардейскую мотострелковую бригаду  | 25.10.1943 |
| 7-я мотострелковая бригада                    | -                                                                            | 06.05.1942 — 28.10.1942 07.12.1942 — 01.01.1942                                                                         | преобразована во 2-ю гвардейскую мотострелковую бригаду  | 01.01.1943 |
| 8-я мотострелковая бригада                    | -                                                                            | 08.05.1942 — 10.09.1942 05.11.1942 — 28.11.1943 29.05.1944 — 05.09.1944 30.10.1944 — 09.05.1945                         | -                                                        | -          |
| 9-я мотострелковая бригада                    | -                                                                            | 21.05.1942 — 12.10.1942                                                                                                 | переформирована в 9-ю механизированную бригаду           | -          |
| 10-я мотострелковая бригада                   | -                                                                            | 25.05.1942 — 19.09.1942                                                                                                 | переформирована в 10-ю механизированную бригаду          | -          |
| 11-я мотострелковая бригада                   | -                                                                            | 10.05.1942 — 03.09.1942 13.11.1942 — 20.03.1943 07.07.1943 — 30.11.1943 22.08.1944 — 02.12.1945 13.01.1945 — 27.03.1945 | -                                                        | -          |
| 12-я мотострелковая бригада                   | -                                                                            | 29.05.1942 — 23.04.1943 22.07.1943 — 23.10.1943 15.02.1944 — 09.05.1945                                                 | -                                                        | -          |
| 13-я мотострелковая бригада                   | -                                                                            | 22.08.1942 — 18.09.1942 01.01.1943 — 26.04.1943 14.07.1943 — 17.07.1943                                                 | преобразована в 22-ю гвардейскую мотострелковую бригаду  | 17.07.1943 |
| 14-я мотострелковая бригада                   | -                                                                            | 19.08.1942 — 08.12.1942                                                                                                 | преобразована в 1-ю гвардейскую мотострелковую бригаду   | 08.12.1942 |
| 15-я мотострелковая бригада                   | -                                                                            | 16.06.1942 — 31.12.1942 23.01.1943 — 01.09.1943 18.01.1944 — 01.12.1944                                                 | преобразована в 34-ю гвардейскую мотострелковую бригаду  | 01.12.1943 |
| 16-я мотострелковая бригада                   | -                                                                            | 13.07.1942 — 07.04.1943                                                                                                 | переформирована в 16-ю механизированную бригаду          | -          |
| 17-я мотострелковая бригада                   | -                                                                            | 22.08.1942 — 18.09.1942                                                                                                 | переформирована в 17-ю механизированную бригаду          | -          |
| 18-я мотострелковая бригада                   | -                                                                            | 03.07.1942 — 12.09.1942                                                                                                 | переформирована в 18-ю механизированную бригаду          | -          |
| 19-я мотострелковая бригада                   | -                                                                            | 06.01.1943 — 18.06.1943                                                                                                 | переименована в 26-ю мотострелковую бригаду              | -          |
| 20-я мотострелковая бригада                   | -                                                                            | 25.06.1942 — 29.10.1942 14.07.1943 — 10.08.1943 21.11.1943 — 11.05.1945                                                 | -                                                        | -          |
| 21-я мотострелковая бригада (I формирование)  | -                                                                            | 18.12.1941 — 27.04.1942                                                                                                 | переименована в 1-ю мотострелковую бригаду               | -          |
| 21-я мотострелковая бригада (II формирование) | -                                                                            | 09.06.1942 — 29.09.1942                                                                                                 | расформирована                                           | -          |
| 22-я мотострелковая бригада                   | переименована из 34-й мотострелковой бригады                                 | 02.07.1942 — 16.01.1943                                                                                                 | преобразована в 5-ю гвардейскую мотострелковую бригаду   | 16.01.1943 |
| 23-я мотострелковая бригада                   | -                                                                            | 23.01.1942 — 07.06.1942                                                                                                 | расформирована                                           | -          |
| 24-я мотострелковая бригада                   | -                                                                            | 20.04.1942 — 12.11.1942 06.12.1942 — 28.01.1943                                                                         | преобразована в 4-ю гвардейскую мотострелковую бригаду   | 28.01.1943 |
| 26-я мотострелковая бригада                   | переименована из 19-й мотострелковой бригады                                 | 18.06.1943 — 23.07.1943 08.10.1943 — 24.05.1944 13.07.1944 — 01.04.1945                                                 | -                                                        | -          |
| 27-я мотострелковая бригада                   | сформирована на базе 1-го и 3-го мотострелковых полков                       | 09.08.1945 — 03.09.1945                                                                                                 | -                                                        | -          |
| 30-я мотострелковая бригада                   | -                                                                            | 20.07.1943 — 29.09.1943                                                                                                 | преобразована в 29-ю гвардейскую мотострелковую бригаду  | 29.09.1943 |
| 31-я мотострелковая бригада                   | -                                                                            | 26.06.1942 — 06.10.1942 15.11.1942 — 06.01.1943                                                                         | преобразована в 3-ю гвардейскую мотострелковую бригаду   | 06.01.1943 |
| 32-я мотострелковая бригада                   | -                                                                            | 27.07.1942 — 28.08.1942 28.11.1942 — 24.03.1943 07.07.1943 — 09.09.1943 07.10.1943 — 09.05.1945                         | -                                                        | -          |
| 33-я мотострелковая бригада                   | переименована из 1-й мотострелковой бригады                                  | 11.07.1942 — 24.08.1942                                                                                                 | расформирована                                           | -          |
| 34-я мотострелковая бригада (I формирования)  | переформирована из 32-го мотоциклетного полка                                | 24.09.1941 — 02.07.1942                                                                                                 | переименована в 22-ю мотострелковую бригаду              | -          |
| 38-я мотострелковая бригада                   | -                                                                            | 05.08.1942 — 01.03.1943                                                                                                 | преобразована в 7-ю гвардейскую мотострелковую бригаду   | 01.03.1943 |
| 40-я мотострелковая бригада                   | переименована из Особой мотострелковой бригады                               | 09.09.1942 — 09.12.1942                                                                                                 | переформирована в 40-ю стрелковую бригаду                | -          |
| 41-я мотострелковая бригада                   | -                                                                            | 15.07.1942 — 14.08.1942                                                                                                 | расформирована                                           | -          |
| 44-я мотострелковая бригада                   | -                                                                            | 06.10.1942 — 09.01.1943 17.03.1943 — 14.03.1944 07.06.1944 — 09.05.1945                                                 | -                                                        | -          |
| 52-я мотострелковая бригада                   | -                                                                            | 01.01.1943 — 26.04.1943 14.07.1943 — 26.07.1943                                                                         | преобразована в 23-ю гвардейскую мотострелковую бригаду  | 26.07.1943 |
| 53-я мотострелковая бригада                   | -                                                                            | 10.07.1943 — 09.09.1943 07.10.1943 — 31.05.1944 26.03.1944 — 19.12.1944 08.01.1945 — 09.05.1945                         | -                                                        | -          |
| 56-я мотострелковая бригада                   | -                                                                            | 08.12.1942 — 09.05.1945                                                                                                 | -                                                        | -          |
| 57-я мотострелковая бригада                   | -                                                                            | 21.12.1942 — 21.04.1943 06.05.1943 — 02.09.1943 18.01.1944 — 05.09.1944 30.10.1944 — 01.12.1944                         | преобразована в 33-ю гвардейскую мотострелковую бригаду  | 01.12.1944 |
| 58-я мотострелковая бригада                   | -                                                                            | 28.12.1942 — 19.09.1943                                                                                                 | преобразована в 28-ю гвардейскую мотострелковую бригаду  | 19.09.1943 |
| 65-я мотострелковая бригада (I формирование)  | переименована из мотострелковой бригады Закавказского фронта                 | 15.11.1942 — 20.11.1942                                                                                                 | расформирована                                           | -          |
| 65-я мотострелковая бригада (II формирования) | -                                                                            | 05.01.1944 — 11.05.1945                                                                                                 | -                                                        | -          |
| 130-я мотострелковая бригада                  | -                                                                            | 25.01.1942 — 09.04.1942                                                                                                 | переформирована в 6-ю стрелковую бригаду                 | -          |
| 151-я мотострелковая бригада                  | -                                                                            | 13.10.1941 — 02.11.1941                                                                                                 | расформирована                                           | -          |
| 152-я мотострелковая бригада                  | -                                                                            | 20.10.1941 — 05.11.1941                                                                                                 | расформирована                                           | -          |
| 1-я самокатно-мотоциклетная бригада           | -                                                                            | 04.05.1942 — 29.12.1942                                                                                                 | расформирована                                           | -          |

## Гвардейские мотострелковые бригады
| Наименование                            | Основа (база) формирования | Периоды вхождения в действующую армию | Последующие переформирования и преобразования               | Примечания |
| --------------------------------------- | --- | --- | ----------------------------------------------------------- | ---------- |
| 1-я гвардейская мотострелковая бригада  | преобразована из 14-й мотострелковой бригады 08.12.1942                                                                                | 08.12.1942 — 02.04.1943 10.06.1943 — 11.08.1943 24.10.1943 — 12.05.1944 10.06.1944 — 09.05.1945                                                 | -                                                           | -          |
| 2-я гвардейская мотострелковая бригада  | преобразована из 7-й мотострелковой бригады 01.01.1943                                                                                 | 01.01.1943 — 31.03.1943 18.07.1943 — 22.07.1943 13.08.1943 — 30.10.1943 26.02.1944 — 31.05.1944 23.06.1944 — 19.12.1944 06.01.1945 — 09.05.1945 | -                                                           | -          |
| 3-я гвардейская мотострелковая бригада  | преобразована из 31-й мотострелковой бригады 06.01.1943                                                                                | 06.01.1943 — 14.03.1943 09.07.1943 — 05.09.1943 06.12.1943 — 11.05.1945                                                                         | -                                                           | -          |
| 4-я гвардейская мотострелковая бригада  | преобразована из 24-й мотострелковой бригады 28.01.1943                                                                                | 28.01.1943 — 26.07.1943 16.08.1943 — 30.04.1944 19.06.1944 — 09.05.1945                                                                         | -                                                           | -          |
| 5-я гвардейская мотострелковая бригада  | преобразована из 22-й мотострелковой бригады 16.01.1943                                                                                | 16.01.1943 — 02.11.1944 | переформирована в 32-ю гвардейскую механизированную бригаду | -          |
| 6-я гвардейская мотострелковая бригада  | преобразована из 4-й мотострелковой бригады 07.02.1943                                                                                 | 07.02.1943 — 11.05.1945 09.08.1945 — 03.09.1945                                                                                                 | -                                                           | -          |
| 7-я гвардейская мотострелковая бригада  | преобразована из 38-й мотострелковой бригады 01.03.1943                                                                                | 01.03.1943 — 26.04.1943 08.07.1943 — 06.08.1943 14.09.1943 — 19.04.1944 17.03.1945 — 09.05.1945                                                 | -                                                           | -          |
| 22-я гвардейская мотострелковая бригада | преобразована из 13-й мотострелковой бригады 77.07.1943                                                                                | 17.07.1943 — 14.08.1943 10.09.1943 — 06.09.1944 28.10.1944 — 11.05.1945                                                                         | -                                                           | -          |
| 23-я гвардейская мотострелковая бригада | преобразована из 52-й мотострелковой бригады 26.07.1943                                                                                | 26.07.1943 — 14.08.1943 10.09.1943 — 06.09.1944 28.10.1944 — 11.05.1945                                                                         | -                                                           | -          |
| 27-я гвардейская мотострелковая бригада | преобразована из 6-й мотострелковой бригады 25.10.1943                                                                                 | 30.11.1943 — 06.09.1944 22.11.1944 — 09.05.1945                                                                                                 | -                                                           | -          |
| 28-я гвардейская мотострелковая бригада | преобразована из 58-й мотострелковой бригады 19.09.1943 с 10.10.1943 по 24.12.1943 именовалась 78-я гвардейская мотострелковая бригада | 19.09.1943 — 28.11.1943 10.05.1944 — 09.05.1945                                                                                                 | -                                                           | -          |
| 29-я гвардейская мотострелковая бригада | преобразована из 30-й мотострелковой бригады 23.10.1943                                                                                | 27.02.1944 — 11.05.1945 | -                                                           | -          |
| 33-я гвардейская мотострелковая бригада | преобразована из 57-й мотострелковой бригады 01.12.1944                                                                                | 01.01.1944 — 09.05.1945 | -                                                           | -          |
| 34-я гвардейская мотострелковая бригада | преобразована из 15-й мотострелковой бригады 01.12.1944                                                                                | 01.01.1944 — 09.05.1945 | -                                                           | -          |